# Alsem
Alsem omvat meerdere soorten van het genus Artemisia:
- Artemisia abrotanum, citroenkruid
- Artemisia absinthium, absint-alsem of gewoonweg alsem, de meest bekende soort
- Artemisia annua, zoete alsem
- Artemisia herba-alba, witte alsem
- Artemisia pontica, Romeinse alsem
- Artemisia princeps, Koreaanse alsem
- Artemisia verlotiorum
- Artemisia vulgaris, gewone alsem